# Mydaea diaphana
Mydaea diaphana este o specie de muște din genul Mydaea, familia Muscidae, descrisă de Stein în anul 1918.
Este endemică în Sri Lanka. Conform Catalogue of Life specia Mydaea diaphana nu are subspecii cunoscute.